# 泉州工業
泉州工業株式会社（せんしゅうこうぎょう、英: SENSHU KOGYO CO.,LTD.）は、大阪府和泉市に本社を置く電子部品メーカーである。

## 概要
泉州工業は、1952年（昭和27年）の創業以来、常に最新鋭の設備導入に努め、多くの製品を開発・販売してきたという。
電化製品向けの金型の設計・製作を手掛ける、個人経営の小さな町工場からスタートしたが、その後、順調に売り上げを伸ばしてきた。

現在、松下電器産業（以下、現社名の「パナソニック」と表記する）や三洋電機、三菱電機、など、大手の電機メーカーに製品を納入しているが、今後も独創的なノウハウでよりよい製品やサービスの提供に努め、更に売り上げを伸ばしてゆきたいという。

## 沿革
- 1952年（昭和27年）9月 - 個人商店として大阪府和泉市で「泉州化学工業所」を創業し、各種プラスチック精密成形品の製造及び二次加工を始める。
- 1955年（昭和30年）5月 - 商号を「泉州工業株式会社」として法人化。
資本金を200万円に増資する。
- 1973年（昭和48年）4月 - 大阪府和泉市和気町に「大阪工場」を建設し、生産能力を大幅に増強。
また、資本金も400万円に増資する。
- 1976年（昭和51年）8月 - 登記上の本店を大阪工場へ移転する。
- 1980年（昭和55年）6月 - 三洋電機株式会社洲本製造事業本部と取引を開始する。
- 1983年（昭和58年）9月 - 三洋電機株式会社ビデオ事業部と取引を開始する。
- 1984年（昭和59年）
  - 4月 - 大阪工場がUL認定工場（ULコード番号C2070）となる。
  - 5月 - 東京三洋電機株式会社ビデオ事業部と取引を開始する。
- 1985年（昭和60年）9月 - 資本金を1,600万円に増資する。
- 1987年（昭和62年）
  - 5月 - 大阪工場に精密成形設備（クリーンルーム）を導入する。
  - 9月 - 三洋電機株式会社洗濯機事業部と取引を開始する。
- 1988年（昭和63年）
  - 3月 - 社内にQCサークル活動提案制度を導入する。
  - 7月 - 三菱電機株式会社和歌山製作所と取引を開始する。
  - 8月 - パナソニック株式会社三国工場・静岡工場と取引を開始する。
  - 9月 - 静岡県袋井市に「静岡営業所」を開設する。
- 1994年（平成6年）7月 - 生産能力増強のため静岡営業所に製造ラインを導入し、「静岡工場」と改称。
- 2000年（平成12年）4月 - 自社工場がパナソニック株式会社洗濯機事業部から「NEWQIG品質自主保証認定工場」の指定を受ける。
- 2001年（平成13年）
  - 6月 - 三洋テレコミュニケーションズ株式会社（三洋電機グループ）との取引を開始する。
  - 9月 - 大阪府和泉市にある工業団地「テクノステージ和泉」に新社屋が完成し、本店を移転。
また、資本金も3,200万円に増資する。
- 2003年（平成15年）
  - 4月 - 資本金を9,900万円に増資する。
  - 9月 - 本社が「ISO 9001」の認証を取得する。
- 2004年（平成16年）7月 - 全社にて「ISO 14001」の統合認証を取得する。
- 2005年（平成17年）10月 -全社にて「ISO 9001」の統合認証を取得する。
- 2006年（平成18年）11月 - 三菱電機株式会社モバイルターミナル製作所と取引を開始する。
- 2007年（平成19年）
  - 3月 - 三洋電機コンシューマーエレクトロニクス株式会社と取引を開始する。
  - 7月 - タカラスタンダード株式会社と取引を開始する。
  - 9月 - 三菱電機株式会社静岡製作所と取引を開始する。
- 2008年（平成20年）10月 - 三菱電機株式会社コミュニケーション・ネットワーク製作所と取引を開始する。
- 2009年（平成21年）
  - 5月 - 大阪工場を本社工場に移設統合する。
  - 9月 - 三菱電機株式会社群馬製作所と取引を開始する。
- 2010年（平成22年）
  - 2月 - 本社工場に環境配慮LED照明設備を導入する。
  - 4月 - 本社工場にエコマックHS-150、HS-100を導入する。
- 2011年（平成23年）11月 - パナソニック株式会社より技術開発貢献賞　銀賞を受賞する。

## 事業所所在地
- 本社工場
  - 〒594-1144
大阪府和泉市テクノステージ三丁目4番8号
- 静岡工場
  - 〒437-0064
静岡県袋井市川井1393番地の3

## 主な製品やサービス

### 各種部品
- 携帯電話用外装部品
- パソコン・その他の情報端末用外装・内装部品
- 食器洗い乾燥機用外装・内装部品
- 洗濯機用外装・内装部品
- エアコン用外装・内装部品
- 自動車用内外装部品

他 多数

### その他
- パッド印刷・シルク印刷
- 反射鏡などのアルミ蒸着（イオンプレーティング）
- スパッタリング
- シールド蒸着
- メッキ

など　金型製作から加工、組立まで一貫した製品提供が可能